# 台灣駐索馬利蘭共和國代表處
台灣駐索馬利蘭共和國代表處（英語：Taiwan Representative Office in the Republic of Somaliland），亦稱駐索馬利蘭代表處，是中華民國外交部設在索馬利蘭共和國首都的代表機構，具有實質大使館功能。

## 歷史

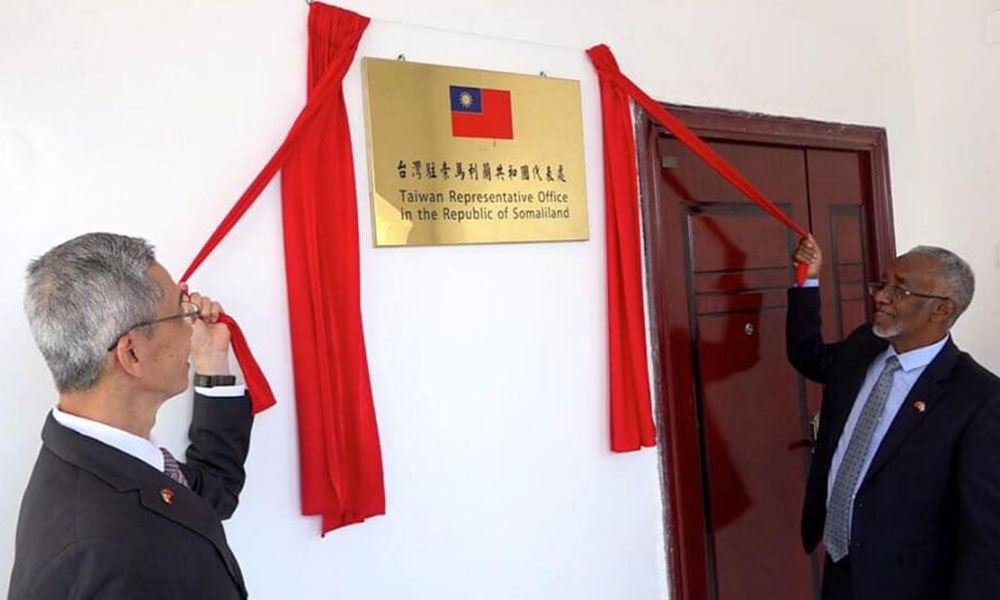
代表处揭牌，出席儀式的重要賓客包括索馬利蘭財政發展部、計畫與發展部、移民署等部會首長及中央銀行總裁，共約50名索國政要及國會議員出席，另有各國駐索國外交團人員到場觀禮。

2009年起，台灣與索馬利蘭在醫衛、教育及海事安全等領域合作。
2020年8月17日，駐索馬利蘭代表處於索馬利蘭共和國首都哈爾格薩正式設立，由駐索國大使羅震華及索國外長穆雅辛共同主持揭牌儀式，典禮上升起中華民國和索馬利蘭共和國國旗，中華民國外交部部長吳釗燮採視訊連線致詞並與穆雅辛同步異地簽署〈中華民國（臺灣）政府與索馬利蘭共和國政府技術合作協定〉。揭牌儀式首先播放中華民國總統蔡英文預錄的祝賀影片，穆雅辛總統致詞時感謝台灣政府與民眾對強化兩國關係的貢獻與努力，他指出隨著非洲之角、紅海及亞丁灣地區的國際重要性日增，現在是台索在互利互惠基礎上強化雙邊經貿關係的最佳時刻。美國衛生部長阿札爾訪台時指出「台灣在此艱困時刻實屬美國重要朋友」，台灣也將秉持這樣的信念與索馬利蘭往來，並持續與理念相近夥伴合作，共同促進區域穩定及繁榮。。財團法人國際合作發展基金會亦將在索國設立「臺灣駐索馬利蘭技術團」，持續深化互利共榮的臺索夥伴關係。

## 外部連結
- 台灣駐索馬利蘭共和國代表處 （页面存档备份，存于）